# Llista de topònims de Torrelles de Foix
Llista de topònims (noms propis de lloc) del municipi de Torrelles de Foix, a l'Alt Penedès
Informació actualitzada per un bot. Els canvis manuals es perdran quan s'actualitzi!

## avenc
| imatge | Nom                 | Ubicat a          | instància de | Detalls | coordenades                                                         | Protecció | Commons (més fotos) | Dades a WD                    |
| ------ | ------------------- | ----------------- | ------------ | ------- | ------------------------------------------------------------------- | --------- | ------------------- | ----------------------------- |
|        | avenc de la Humitat | Torrelles de Foix | avenc        |         | 41° 24′ 55″ N, 1° 33′ 54″ E / 41.4152129423537°N,1.56491323140186°E |           |                     | Modifica les dades a Wikidata |
|        | avenc de les Torres | Torrelles de Foix | avenc        |         | 41° 24′ 31″ N, 1° 32′ 45″ E / 41.4086155773741°N,1.54593981155151°E |           |                     | Modifica les dades a Wikidata |

## barraca de vinya
| imatge | Nom                                      | Ubicat a          | instància de     | Detalls                     | coordenades | Protecció | Commons (més fotos)          | Dades a WD                    |
| ------ | ---------------------------------------- | ----------------- | ---------------- | --------------------------- | --- | --------- | ---------------------------- | ----------------------------- |
|        | Barraca 1 de Comagrassa                  | Torrelles de Foix | barraca de vinya |                             | 41° 22′ 45″ N, 1° 34′ 06″ E / 41.37912°N,1.56836°E ca:Primer trencall a mà dreta del camí de la Roca de Vidal, a uns 409 m, a migdia.          |           |                              | Modifica les dades a Wikidata |
|        | Barraca 1 de la Serra Llarga             | Torrelles de Foix | barraca de vinya | Estil: arquitectura popular | 41° 22′ 17″ N, 1° 33′ 33″ E / 41.37136°N,1.55923°E ca:A la Serra Llarga, entre els camins de la Serra Llarga i dels Abeuradors                 |           |                              | Modifica les dades a Wikidata |
|        | Barraca 1 de la Torreta                  | Torrelles de Foix | barraca de vinya |                             | 41° 23′ 06″ N, 1° 34′ 10″ E / 41.38489°N,1.56941°E ca:Camí de cal Maco a la Torreta, a gafant el primer trencall a mà esquerra                 |           |                              | Modifica les dades a Wikidata |
|        | Barraca 1 de la costa dels Abeuradors    | Torrelles de Foix | barraca de vinya |                             | 41° 22′ 23″ N, 1° 33′ 42″ E / 41.37317°N,1.56178°E ca:Camí dels abeuradors, a 80 m abans del trencall amb el camí de les Comes des de llevant  |           |                              | Modifica les dades a Wikidata |
|        | Barraca 1 de les Costes                  | Torrelles de Foix | barraca de vinya |                             | 41° 23′ 43″ N, 1° 33′ 46″ E / 41.3954°N,1.56286°E ca:Extrem sud del camí de can Gatell, al marge de les Costes                                 |           |                              | Modifica les dades a Wikidata |
|        | Barraca 1 del Camí de la Serra Llarga    | Torrelles de Foix | barraca de vinya |                             | 41° 22′ 08″ N, 1° 33′ 33″ E / 41.36878°N,1.55917°E ca:Al camí de la Serra llarga, a 111 m de la intersecció amb el camí de Roca Vidal          |           |                              | Modifica les dades a Wikidata |
|        | Barraca 1 del Serrat de les Comes        | Torrelles de Foix | barraca de vinya | Estil: arquitectura popular | 41° 22′ 34″ N, 1° 33′ 11″ E / 41.37607°N,1.55309°E ca:Vessant de solana del Serrat de les Comes                                                |           |                              | Modifica les dades a Wikidata |
|        | Barraca 1 del camí del Pla de Manlleu    | Torrelles de Foix | barraca de vinya |                             | 41° 22′ 08″ N, 1° 33′ 18″ E / 41.36889°N,1.55502°E ca:Camí del Pla de Manlleu, a 550 m de la Fita dels Tres Batlles                            |           |                              | Modifica les dades a Wikidata |
|        | Barraca 1 del camí dels Abeuradors       | Torrelles de Foix | barraca de vinya |                             | 41° 22′ 31″ N, 1° 33′ 19″ E / 41.37535°N,1.55535°E ca:Camí dels abeuradors, a mig camí entre el de la Serra Llarga i el de les Comes           |           |                              | Modifica les dades a Wikidata |
|        | Barraca 1 dels Plans de Bessons          | Torrelles de Foix | barraca de vinya |                             | 41° 22′ 38″ N, 1° 34′ 10″ E / 41.37723°N,1.56937°E ca:Camí de la Roca de Vidal, passats 803 m del molí de Bessons                              |           |                              | Modifica les dades a Wikidata |
|        | Barraca 1 prop de les Comes              | Torrelles de Foix | barraca de vinya |                             | 41° 22′ 52″ N, 1° 33′ 17″ E / 41.38108°N,1.55485°E ca:Camí de les Comes, a 297 m al nord del trencall que mena a la casa enderrocada           |           |                              | Modifica les dades a Wikidata |
|        | Barraca 2 de Comagrassa                  | Torrelles de Foix | barraca de vinya |                             | 41° 22′ 49″ N, 1° 34′ 05″ E / 41.38035°N,1.56819°E ca:Primer trencall a mà dreta del camí de la Roca de Vidal, a uns 409 m, a tramuntana       |           |                              | Modifica les dades a Wikidata |
|        | Barraca 2 de la Serra Llarga             | Torrelles de Foix | barraca de vinya | Estil: arquitectura popular | 41° 22′ 18″ N, 1° 33′ 30″ E / 41.37162°N,1.55827°E ca:A la Serra Llarga, entre els camins de la Serra Llarga i dels Abeuradors                 |           |                              | Modifica les dades a Wikidata |
|        | Barraca 2 de la Torreta                  | Torrelles de Foix | barraca de vinya |                             | 41° 23′ 04″ N, 1° 34′ 05″ E / 41.38443°N,1.56803°E                                                                                             |           |                              | Modifica les dades a Wikidata |
|        | Barraca 2 de la costa dels Abeuradors    | Torrelles de Foix | barraca de vinya | Estil: arquitectura popular | 41° 22′ 24″ N, 1° 33′ 46″ E / 41.37335°N,1.56276°E ca:A 600 m al nord-oest del camí dels Abeuradors.                                           |           |                              | Modifica les dades a Wikidata |
|        | Barraca 2 de les Costes                  | Torrelles de Foix | barraca de vinya |                             | 41° 23′ 51″ N, 1° 33′ 58″ E / 41.39753°N,1.56615°E ca:Al nord del Camí de les Costes, un cop recorreguts 473 m                                 |           |                              | Modifica les dades a Wikidata |
|        | Barraca 2 del Camí del Pla de Manlleu    | Torrelles de Foix | barraca de vinya | Estil: arquitectura popular | 41° 22′ 12″ N, 1° 33′ 15″ E / 41.37002°N,1.55424°E ca:Camí del Pla de Manlleu, a 500 m de la Fita dels Tres Batlles                            |           |                              | Modifica les dades a Wikidata |
|        | Barraca 2 del Serrat de les Comes        | Torrelles de Foix | barraca de vinya |                             | 41° 22′ 34″ N, 1° 33′ 15″ E / 41.37621°N,1.55408°E ca:Vessant de solana del Serrat de les Comes                                                |           |                              | Modifica les dades a Wikidata |
|        | Barraca 2 del camí de la Serra Llarga    | Torrelles de Foix | barraca de vinya |                             | 41° 22′ 13″ N, 1° 33′ 31″ E / 41.37015°N,1.5585°E ca:Al camí de la Serra llarga, a 260 m de la intersecció amb el camí de Roca Vidal           |           |                              | Modifica les dades a Wikidata |
|        | Barraca 2 del camí del Coll de Rastrells | Torrelles de Foix | barraca de vinya |                             | 41° 22′ 35″ N, 1° 33′ 49″ E / 41.37635°N,1.56372°E                                                                                             |           |                              | Modifica les dades a Wikidata |
|        | Barraca 2 del camí dels Abeuradors       | Torrelles de Foix | barraca de vinya |                             | 41° 22′ 20″ N, 1° 33′ 35″ E / 41.37228°N,1.55965°E ca:Camí dels abeuradors, a prop de la confluència amb el camí de les Comes, al sud-oest     |           |                              | Modifica les dades a Wikidata |
|        | Barraca 2 prop de les Comes              | Torrelles de Foix | barraca de vinya |                             | 41° 22′ 41″ N, 1° 33′ 18″ E / 41.37809°N,1.5549°E ca:Camí de les Comes, a 95 m al sud del trencall que mena a la casa enderrocada              |           |                              | Modifica les dades a Wikidata |
|        | Barraca 3 de Comagrassa                  | Torrelles de Foix | barraca de vinya |                             | 41° 22′ 48″ N, 1° 33′ 57″ E / 41.3801°N,1.56585°E ca:Primer trencall a mà dreta del camí de la Roca de Vidal, a uns 120 m passat can Giménez.  |           |                              | Modifica les dades a Wikidata |
|        | Barraca 3 de la Torreta                  | Torrelles de Foix | barraca de vinya |                             | 41° 23′ 02″ N, 1° 34′ 02″ E / 41.38383°N,1.56736°E                                                                                             |           |                              | Modifica les dades a Wikidata |
|        | Barraca 3 de les Costes                  | Torrelles de Foix | barraca de vinya |                             | 41° 23′ 51″ N, 1° 33′ 51″ E / 41.39738°N,1.56419°E ca:Uns 200 m al nord del trencall del camí de les Costes cap al camí de cal Jutge           |           |                              | Modifica les dades a Wikidata |
|        | Barraca 3 del Camí de la Serra Llarga    | Torrelles de Foix | barraca de vinya |                             | 41° 22′ 17″ N, 1° 33′ 25″ E / 41.3713°N,1.5569°E ca:Al camí de la Serra llarga, a 470 m de la intersecció amb el camí de Roca Vidal            |           |                              | Modifica les dades a Wikidata |
|        | Barraca 3 del camí del Coll de Rastrells | Torrelles de Foix | barraca de vinya | Estil: arquitectura popular | 41° 22′ 33″ N, 1° 33′ 32″ E / 41.37574°N,1.55895°E ca:Camí del Coll de Rastrells, a 218 m de l'inici des del trencall amb el camí de les Comes |           |                              | Modifica les dades a Wikidata |
|        | Barraca 3 del camí dels Abeuradors       | Torrelles de Foix | barraca de vinya |                             | 41° 22′ 22″ N, 1° 33′ 32″ E / 41.37267°N,1.55882°E ca:Camí dels Abeuradors, a 85 m de la confluència amb el de les Comes                       |           |                              | Modifica les dades a Wikidata |
|        | Barraca 3 prop de les Comes              | Torrelles de Foix | barraca de vinya |                             | 41° 22′ 37″ N, 1° 33′ 15″ E / 41.37681°N,1.55406°E ca:Trencall del Camí de les Comes cap al serrat                                             |           |                              | Modifica les dades a Wikidata |
|        | Barraca 4 de Comagrassa                  | Torrelles de Foix | barraca de vinya |                             | 41° 22′ 44″ N, 1° 34′ 07″ E / 41.37886°N,1.56849°E ca:Primer trencall a mà dreta del camí de la Roca de Vidal, a uns 435 m, a migdia.          |           |                              | Modifica les dades a Wikidata |
|        | Barraca 4 de la Torreta                  | Torrelles de Foix | barraca de vinya |                             | 41° 23′ 01″ N, 1° 34′ 10″ E / 41.38355°N,1.56939°E ca:Camí de cal Regata cap als Abeuradors, a 416 m de la casa                                |           |                              | Modifica les dades a Wikidata |
|        | Barraca 4 de les Costes                  | Torrelles de Foix | barraca de vinya |                             | 41° 23′ 48″ N, 1° 33′ 48″ E / 41.39664°N,1.56329°E ca:Camí de les Costes cap al camí de cal Jutge, a 167 m de l'encreuament                    |           |                              | Modifica les dades a Wikidata |
|        | Barraca 4 del Camí de la Serra Llarga    | Torrelles de Foix | barraca de vinya |                             | 41° 22′ 36″ N, 1° 32′ 54″ E / 41.37658°N,1.54832°E                                                                                             |           |                              | Modifica les dades a Wikidata |
|        | Barraca 4 del camí dels Abeuradors       | Torrelles de Foix | barraca de vinya |                             | 41° 22′ 26″ N, 1° 33′ 27″ E / 41.37391°N,1.55758°E ca:Camí dels Abeuradors, a 260 m al nord-oest de la confluència del de les Comes            |           |                              | Modifica les dades a Wikidata |
|        | Barraca 5 de les Costes                  | Torrelles de Foix | barraca de vinya |                             | 41° 23′ 46″ N, 1° 33′ 49″ E / 41.3962°N,1.56366°E ca:Camí de les Costes cap al camí de cal Jutge, a 100 m de l'encreuament                     |           |                              | Modifica les dades a Wikidata |
|        | Barraca 5 del camí del Abeuradors        | Torrelles de Foix | barraca de vinya |                             | 41° 22′ 33″ N, 1° 33′ 59″ E / 41.37572°N,1.5665°E ca:Camí dels Abeuradors a l'altura dels Plans de Bessons                                     |           |                              | Modifica les dades a Wikidata |
|        | Barraca 6 de les Costes                  | Torrelles de Foix | barraca de vinya |                             | 41° 23′ 47″ N, 1° 33′ 46″ E / 41.39632°N,1.56273°E ca:A 142 m a llevant de l'extrem est del camí del Gatell                                    |           |                              | Modifica les dades a Wikidata |
|        | Barraca 6 del camí dels Abeuradors       | Torrelles de Foix | barraca de vinya |                             | 41° 22′ 31″ N, 1° 33′ 51″ E / 41.37534°N,1.56404°E ca:A 267 m passat el trencall cap al coll de Rastrells                                      |           |                              | Modifica les dades a Wikidata |
|        | Barraca 7 del camí dels Abeuradors       | Torrelles de Foix | barraca de vinya | Estil: arquitectura popular | 41° 22′ 30″ N, 1° 33′ 09″ E / 41.37513°N,1.55243°E ca:Camí dels Abeuradors, a 433 m dsprés de deixar el camí de la Serra Llaga                 |           |                              | Modifica les dades a Wikidata |
|        | Barraca 8 del camí dels Abeuradors       | Torrelles de Foix | barraca de vinya | Estil: arquitectura popular | 41° 22′ 38″ N, 1° 34′ 01″ E / 41.37725°N,1.567°E ca:Camí dels Abeuradors, a a 183 m després de deixar el camí de la Roca de Vidal              |           |                              | Modifica les dades a Wikidata |
|        | Barraca prop la rasa de Comagrassa       | Torrelles de Foix | barraca de vinya |                             | 41° 22′ 45″ N, 1° 34′ 21″ E / 41.37916°N,1.57247°E ca:Camí de la Roca de Vidal, a 375 m passat el Molí de Bessons                              |           |                              | Modifica les dades a Wikidata |
|        | barraca de l'oliverar est de les Planes  | Torrelles de Foix | barraca de vinya |                             | 41° 23′ 49″ N, 1° 33′ 57″ E / 41.39681°N,1.56593°E ca:Darrer tros de marges a l'extrem de llevant de les planes                                |           |                              | Modifica les dades a Wikidata |
|        | barraca de la Serra de Rastrells         | Torrelles de Foix | barraca de vinya | Estil: arquitectura popular | 41° 22′ 38″ N, 1° 33′ 31″ E / 41.37728°N,1.55866°E ca:Camí del collde Rastrells, entre la serra i el fondo de les Comes                        |           |                              | Modifica les dades a Wikidata |
|        | barraca del Camp del General             | Torrelles de Foix | barraca de vinya |                             | 41° 26′ 03″ N, 1° 32′ 47″ E / 41.434275°N,1.546453°E 590 msnm                                                                                  |           | Barraca del Camp del General | Modifica les dades a Wikidata |
|        | barraca del Coll de Rastrells            | Torrelles de Foix | barraca de vinya | Estil: arquitectura popular | 41° 22′ 36″ N, 1° 33′ 38″ E / 41.37656°N,1.56053°E ca:A 26 m a migdia de l'encreuament del Coll de Rastrells                                   |           |                              | Modifica les dades a Wikidata |
|        | barraca del camí de les Comes            | Torrelles de Foix | barraca de vinya |                             | 41° 22′ 32″ N, 1° 33′ 22″ E / 41.37552°N,1.55621°E ca:Camí de les Comes, a uns 480 des de l'encreuament amb el dels Abeuradors                 |           |                              | Modifica les dades a Wikidata |
|        | barraca del camí de les Costes           | Torrelles de Foix | barraca de vinya |                             | 41° 23′ 44″ N, 1° 33′ 51″ E / 41.39559°N,1.5642°E ca:Zona de les planes, sortint a mà dreta de la BV-2122 al km 4,3                            |           |                              | Modifica les dades a Wikidata |
|        | barraca del camí del Coll de Rastrells   | Torrelles de Foix | barraca de vinya |                             | 41° 22′ 36″ N, 1° 33′ 48″ E / 41.3767°N,1.56332°E                                                                                              |           |                              | Modifica les dades a Wikidata |

## casa
| imatge | Nom              | Ubicat a          | instància de | Detalls                     | coordenades                                                                              | Protecció                                  | Commons (més fotos)                  | Dades a WD                    |
| ------ | ---------------- | ----------------- | ------------ | --------------------------- | ---------------------------------------------------------------------------------------- | ------------------------------------------ | ------------------------------------ | ----------------------------- |
|        | Cal Tonquet      | Torrelles de Foix | casa         | Estil: arquitectura popular | 41° 25′ 48″ N, 1° 33′ 04″ E / 41.43°N,1.55104°E ca:Carretera BP-2121, km 19 a 500 m      | bé integrant del patrimoni cultural català | Cal Tonquet (Torrelles de Foix)      | Modifica les dades a Wikidata |
|        | Can Canaletes    | Torrelles de Foix | casa         | 20th century                | 41° 23′ 16″ N, 1° 34′ 14″ E / 41.38765°N,1.57066°E ca:Carrer del Raval núm. 38           |                                            |                                      | Modifica les dades a Wikidata |
|        | Casa Milà        | Torrelles de Foix | casa         | 17th century                | 41° 23′ 18″ N, 1° 34′ 08″ E / 41.38835°N,1.56889°E ca:Plaça de la Vila, 2                |                                            |                                      | Modifica les dades a Wikidata |
|        | Vila Maria       | Torrelles de Foix | casa         | Estil: noucentisme 1924     | 41° 23′ 18″ N, 1° 34′ 09″ E / 41.388226°N,1.569296°E ca:Carrer del Raval núm. 1-3        | bé integrant del patrimoni cultural català | Vila Maria (Torrelles de Foix)       | Modifica les dades a Wikidata |
|        | Vila Verge Bruna | Torrelles de Foix | casa         | Estil: noucentisme 1923     | 41° 23′ 10″ N, 1° 34′ 27″ E / 41.3862°N,1.5742°E ca:Carrer del Raval núm. 82             | bé integrant del patrimoni cultural català | Vila Verge Bruna (Torrelles de Foix) | Modifica les dades a Wikidata |
|        | les Dous         | Torrelles de Foix | casa         | Estil: noucentisme 1870     | 41° 23′ 42″ N, 1° 33′ 19″ E / 41.3949°N,1.55537°E ca:Carretera BV-2122, km 13.700 a 20 m | bé integrant del patrimoni cultural català | Les Dous                             | Modifica les dades a Wikidata |

## casa forta
| imatge | Nom                  | Ubicat a          | instància de | Detalls                      | coordenades | Protecció                                            | Commons (més fotos)  | Dades a WD                    |
| ------ | -------------------- | ----------------- | ------------ | ---------------------------- | --- | ---------------------------------------------------- | -------------------- | ----------------------------- |
|        | Torre de Can Pepó    | Torrelles de Foix | casa forta   | Estil: arquitectura romànica | 41° 24′ 54″ N, 1° 32′ 45″ E / 41.4149°N,1.54578°E ca:A l'extrem est de les Planes de les Torres                | bé d'interès cultural bé cultural d'interès nacional | Torre de Can Pepó    | Modifica les dades a Wikidata |
|        | Torres Altes de Foix | Torrelles de Foix | casa forta   | Estil: arquitectura romànica | 41° 24′ 40″ N, 1° 32′ 37″ E / 41.411°N,1.54364°E ca:Camí de la urb. Plana de les Torres, trencall a l'esquerra | bé d'interès cultural bé cultural d'interès nacional | Torres Altes de Foix | Modifica les dades a Wikidata |

## castell
| imatge | Nom                 | Ubicat a          | instància de | Detalls                                   | coordenades                                                                                       | Protecció                                            | Commons (més fotos) | Dades a WD                    |
| ------ | ------------------- | ----------------- | ------------ | ----------------------------------------- | ------------------------------------------------------------------------------------------------- | ---------------------------------------------------- | ------------------- | ----------------------------- |
|        | Castell de Foix     | Torrelles de Foix | castell      | Estil: arquitectura romànica 11st century | 41° 24′ 53″ N, 1° 33′ 48″ E / 41.41465°N,1.56334°E ca:Turó de Foix                                | bé d'interès cultural bé cultural d'interès nacional | Castell de Foix     | Modifica les dades a Wikidata |
|        | Castell de Secabecs | Torrelles de Foix | castell      | Estil: arquitectura popular 13rd century  | 41° 26′ 12″ N, 1° 33′ 16″ E / 41.4367°N,1.55442°E ca:Al barri de Llambardes, al nord del municipi | bé d'interès cultural bé cultural d'interès nacional | Castell de Secabecs | Modifica les dades a Wikidata |

## cementiri
| imatge | Nom                              | Ubicat a          | instància de | Detalls                 | coordenades | Protecció                                  | Commons (més fotos)               | Dades a WD                    |
| ------ | -------------------------------- | ----------------- | ------------ | ----------------------- | --- | ------------------------------------------ | --------------------------------- | ----------------------------- |
|        | cementiri de Santa Maria de Foix | Torrelles de Foix | cementiri    | 1929                    | 41° 23′ 24″ N, 1° 34′ 22″ E / 41.38996°N,1.57275°E ca:Carretera BP 2122 abans d'arribar al km 3, a 200 m al nord |                                            |                                   | Modifica les dades a Wikidata |
|        | cementiri de Torrelles de Foix   | Torrelles de Foix | cementiri    | Estil: noucentisme 1929 | 41° 24′ 21″ N, 1° 35′ 36″ E / 41.4057°N,1.59327°E ca:Carretera BP-2121, trencall a llevant passat el km. 12      | bé integrant del patrimoni cultural català | Cementiri de la parròquia de Foix | Modifica les dades a Wikidata |

## cova
| imatge | Nom                     | Ubicat a          | instància de | Detalls | coordenades                                                         | Protecció | Commons (més fotos) | Dades a WD                    |
| ------ | ----------------------- | ----------------- | ------------ | ------- | ------------------------------------------------------------------- | --------- | ------------------- | ----------------------------- |
|        | cova de Secabecs        | Torrelles de Foix | cova         |         | 41° 26′ 04″ N, 1° 33′ 05″ E / 41.4345546027157°N,1.55151296311734°E |           |                     | Modifica les dades a Wikidata |
|        | cova de la Masia        | Torrelles de Foix | cova         |         | 41° 24′ 05″ N, 1° 32′ 52″ E / 41.4013977037761°N,1.54783534926351°E |           |                     | Modifica les dades a Wikidata |
|        | cova de la Riera        | Torrelles de Foix | cova         |         | 41° 25′ 19″ N, 1° 33′ 48″ E / 41.4218486358598°N,1.56325933872773°E |           |                     | Modifica les dades a Wikidata |
|        | cova de la Verge        | Torrelles de Foix | cova         |         | 41° 24′ 53″ N, 1° 33′ 55″ E / 41.4148198665798°N,1.56517315506039°E |           |                     | Modifica les dades a Wikidata |
|        | cova del Cingle de Foix | Torrelles de Foix | cova         |         | 41° 24′ 55″ N, 1° 33′ 51″ E / 41.4152020452553°N,1.56404000308481°E |           |                     | Modifica les dades a Wikidata |
|        | cova del Foc            | Torrelles de Foix | cova         |         | 41° 25′ 21″ N, 1° 33′ 26″ E / 41.4223865405214°N,1.5573000626718°E  |           |                     | Modifica les dades a Wikidata |
|        | cova del Mort           | Torrelles de Foix | cova         |         | 41° 25′ 31″ N, 1° 33′ 10″ E / 41.4252374992627°N,1.5526535249832°E  |           |                     | Modifica les dades a Wikidata |
|        | cova del Toixó          | Torrelles de Foix | cova         |         | 41° 25′ 22″ N, 1° 35′ 09″ E / 41.422730673822°N,1.58573730341009°E  |           |                     | Modifica les dades a Wikidata |
|        | coves del Pany          | Torrelles de Foix | cova         |         | 41° 24′ 06″ N, 1° 32′ 30″ E / 41.4015617058862°N,1.54157515280693°E |           |                     | Modifica les dades a Wikidata |

## curs d'aigua
| imatge | Nom              | Ubicat a                                     | instància de | Detalls                                                 | coordenades | Protecció | Commons (més fotos) | Dades a WD                    |
| ------ | ---------------- | -------------------------------------------- | ------------ | ------------------------------------------------------- | --- | --------- | ------------------- | ----------------------------- |
|        | Foix             | Penedès                                      | curs d'aigua | Desemboca: mar Mediterrània Llarg: 41km Conca: 311.9km² | 41° 27′ 13″ N, 1° 32′ 48″ E / 41.453656°N,1.546799°E 41° 11′ 56″ N, 1° 40′ 36″ E / 41.19897°N,1.676569°E ca:Cubelles |           | Foix River          | Modifica les dades a Wikidata |
|        | riera de Pontons | Pontons Torrelles de Foix Sant Martí Sarroca | curs d'aigua | Desemboca: Foix                                         | 41° 24′ 59″ N, 1° 30′ 59″ E / 41.416447°N,1.516468°E 41° 21′ 23″ N, 1° 39′ 08″ E / 41.356432°N,1.652278°E            |           | Riera de Pontons    | Modifica les dades a Wikidata |

## edifici
| imatge | Nom                                       | Ubicat a          | instància de                      | Detalls                                  | coordenades | Protecció                                  | Commons (més fotos)                       | Dades a WD                    |
| ------ | ----------------------------------------- | ----------------- | --------------------------------- | ---------------------------------------- | --- | ------------------------------------------ | ----------------------------------------- | ----------------------------- |
|        | Cafeteria de la plaça de la Vila          | Torrelles de Foix | edifici edifici residencial       | Estil: noucentisme 1926                  | 41° 23′ 17″ N, 1° 34′ 07″ E / 41.38818°N,1.56874°E 41° 23′ 17″ N, 1° 34′ 07″ E / 41.3881721496582°N,1.568740963935852°E ca:Plaça de la Vila, 10                                                                  |                                            |                                           | Modifica les dades a Wikidata |
|        | Casa senyorial dels Peguera               | Torrelles de Foix | edifici                           | Estil: arquitectura popular              | 41° 23′ 16″ N, 1° 34′ 06″ E / 41.38775°N,1.56822°E ca:Carrer de Baix / Plaça de les Moreres, 10 | bé integrant del patrimoni cultural català | Muralla de la Casa senyorial dels Peguera | Modifica les dades a Wikidata |
|        | Cases del nucli urbà                      | Torrelles de Foix | edifici                           | Estil: noucentisme                       | 41° 23′ 24″ N, 1° 34′ 14″ E / 41.39°N,1.5706°E | bé integrant del patrimoni cultural català | Noucentisme houses in Torrelles de Foix   | Modifica les dades a Wikidata |
|        | Forn a Planes del Salt                    | Torrelles de Foix | edifici                           | Estil: arquitectura popular              | | bé integrant del patrimoni cultural català |                                           | Modifica les dades a Wikidata |
|        | Local de Cal Ròpia                        | Torrelles de Foix | edifici                           | Estil: arquitectura popular 1929         | 41° 23′ 17″ N, 1° 34′ 10″ E / 41.38807°N,1.56941°E ca:Carrer del Raval núm. 6 | bé integrant del patrimoni cultural català | Local de Cal Ròpia                        | Modifica les dades a Wikidata |
|        | Magatzem Montsarra                        | Torrelles de Foix | edifici                           | Estil: arquitectura eclèctica            | 41° 24′ 24″ N, 1° 36′ 53″ E / 41.4068°N,1.61476°E ca:Camí de cal Miret a la Mussarra | bé integrant del patrimoni cultural català | Magatzem Montsarra                        | Modifica les dades a Wikidata |
|        | Muralla de la casa senyorial dels Peguera | Torrelles de Foix | edifici estructura arquitectònica |                                          | 41° 23′ 16″ N, 1° 34′ 06″ E / 41.38775°N,1.56822°E 41° 23′ 15″ N, 1° 34′ 06″ E / 41.387508392333984°N,1.5682979822158811°E ca:Carrer de Baix / Plaça de les Moreres, 10 ca:Carrer d'abaix / Plaça de les Moreres |                                            |                                           | Modifica les dades a Wikidata |
|        | antigues escoles                          | Torrelles de Foix | edifici                           | Estil: arquitectura popular 20th century | 41° 23′ 13″ N, 1° 34′ 21″ E / 41.38687°N,1.57247°E ca:Carrer de la Ronda, 2 / Carrer Raval | bé integrant del patrimoni cultural català | Antigues escoles (Torrelles de Foix)      | Modifica les dades a Wikidata |
|        | el Molinot                                | Torrelles de Foix | edifici                           | Estil: arquitectura popular              | 41° 25′ 40″ N, 1° 33′ 19″ E / 41.42765°N,1.55519°E ca:Camí del Molí de l'Horta, 1 km al nord-oest de cal Rossell de les Bassegues                                                                                | bé integrant del patrimoni cultural català |                                           | Modifica les dades a Wikidata |

## element arquitectònic
| imatge | Nom                             | Ubicat a          | instància de                                    | Detalls | coordenades | Protecció | Commons (més fotos) | Dades a WD                    |
| ------ | ------------------------------- | ----------------- | ----------------------------------------------- | ------- | --- | --------- | ------------------- | ----------------------------- |
|        | Antics abeuradors               | Torrelles de Foix | element arquitectònic estructura arquitectònica |         | 41° 23′ 16″ N, 1° 34′ 07″ E / 41.38781°N,1.56869°E 41° 23′ 16″ N, 1° 34′ 07″ E / 41.38779830932617°N,1.5686789751052856°E ca:Plaça de les Moreres / Carrer d'Abaix ca:Carrer d'Abaix |           |                     | Modifica les dades a Wikidata |
|        | Portal adovellat de la rectoria | Torrelles de Foix | element arquitectònic                           | 1779    | 41° 23′ 14″ N, 1° 34′ 19″ E / 41.3872535°N,1.5718416°E ca:Carrer del Raval, 63 |           |                     | Modifica les dades a Wikidata |
|        | Recer del marge de les Costes   | Torrelles de Foix | element arquitectònic                           |         | 41° 23′ 45″ N, 1° 33′ 54″ E / 41.39582°N,1.56506°E ca:A tocar del camí de les Costes                                                                                                 |           |                     | Modifica les dades a Wikidata |

## entitat singular de població
| imatge | Nom                    | Ubicat a          | instància de                                   | Detalls  | coordenades                                                                  | Protecció | Commons (més fotos) | Dades a WD                    |
| ------ | ---------------------- | ----------------- | ---------------------------------------------- | -------- | ---------------------------------------------------------------------------- | --------- | ------------------- | ----------------------------- |
|        | Cal Via                | Torrelles de Foix | entitat singular de població                   | 16 hab   | 41° 24′ 39″ N, 1° 35′ 05″ E / 41.410848°N,1.584802°E 380 msnm                |           |                     | Modifica les dades a Wikidata |
|        | Can Coral              | Torrelles de Foix | entitat singular de població                   | 764 hab  | 41° 23′ 58″ N, 1° 33′ 44″ E / 41.399452906245°N,1.562172456627°E 459 msnm    |           |                     | Modifica les dades a Wikidata |
|        | Can Cruset             | Torrelles de Foix | entitat singular de població                   | 31 hab   | 41° 24′ 22″ N, 1° 35′ 57″ E / 41.406141°N,1.599133°E 380 msnm                |           |                     | Modifica les dades a Wikidata |
|        | Mas Bertran            | Torrelles de Foix | entitat singular de població                   | 70 hab   | 41° 24′ 15″ N, 1° 36′ 19″ E / 41.404184°N,1.605209°E 340 msnm                |           |                     | Modifica les dades a Wikidata |
|        | Torrelles de Foix      | Torrelles de Foix | entitat singular de població capital municipal | 1374 hab | 41° 23′ 18″ N, 1° 34′ 07″ E / 41.38834°N,1.568725°E 374 msnm                 |           |                     | Modifica les dades a Wikidata |
|        | el Cusconar            | Torrelles de Foix | entitat singular de població                   | 55 hab   | 41° 24′ 01″ N, 1° 35′ 36″ E / 41.4003948154864°N,1.59325576041829°E 334 msnm |           | El Cusconar         | Modifica les dades a Wikidata |
|        | el Pany                | Torrelles de Foix | entitat singular de població                   | 6 hab    | 41° 23′ 54″ N, 1° 32′ 31″ E / 41.398296550881°N,1.5418623944437°E 500 msnm   |           |                     | Modifica les dades a Wikidata |
|        | la Berna               | Torrelles de Foix | entitat singular de població                   | 25 hab   | 41° 23′ 47″ N, 1° 35′ 09″ E / 41.396378°N,1.585953°E 344 msnm                |           |                     | Modifica les dades a Wikidata |
|        | la Plana de les Torres | Torrelles de Foix | entitat singular de població                   | 281 hab  | 41° 25′ 13″ N, 1° 33′ 15″ E / 41.4202378304274°N,1.55403297918387°E 662 msnm |           |                     | Modifica les dades a Wikidata |
|        | les Llambardes         | Torrelles de Foix | entitat singular de població                   | 40 hab   | 41° 26′ 23″ N, 1° 33′ 41″ E / 41.4397683953134°N,1.56145166990905°E 627 msnm |           | Les Llambardes      | Modifica les dades a Wikidata |

## església
| imatge | Nom                              | Ubicat a          | instància de    | Detalls                                  | coordenades                                                                                              | Protecció                                  | Commons (més fotos)                            | Dades a WD                    |
| ------ | -------------------------------- | ----------------- | --------------- | ---------------------------------------- | --- | ------------------------------------------ | ---------------------------------------------- | ----------------------------- |
|        | Ermita de Foix                   | Torrelles de Foix | església        | Estil: barroc 1707                       | 41° 24′ 25″ N, 1° 33′ 33″ E / 41.4069°N,1.55919°E ca:Camí que surt del dipòsit de la urb. Can Coral      | bé integrant del patrimoni cultural català | Ermita de Foix                                 | Modifica les dades a Wikidata |
|        | Ermita de Sant Sadurní           | Torrelles de Foix | església ermita |                                          | 41° 24′ 08″ N, 1° 36′ 57″ E / 41.40210293823344°N,1.6157037019729614°E                                   |                                            |                                                | Modifica les dades a Wikidata |
|        | Mare de Déu de Foix              | Torrelles de Foix | església        | Estil: arquitectura romànica             | 41° 24′ 54″ N, 1° 33′ 50″ E / 41.4151°N,1.564°E ca:Turó de Foix                                          | bé integrant del patrimoni cultural català | Mare de Déu de Foix                            | Modifica les dades a Wikidata |
|        | Sant Genís de Torrelles de Foix  | Torrelles de Foix | església        | Estil: arquitectura barroca              | 41° 23′ 14″ N, 1° 34′ 20″ E / 41.3873°N,1.57209°E ca:Carrer del Raval núm. 63                            | bé integrant del patrimoni cultural català | Sant Genís de Torrelles de Foix                | Modifica les dades a Wikidata |
|        | Santa Maria de Torrelles de Foix | Torrelles de Foix | església        | Estil: arquitectura popular 1893         | 41° 24′ 15″ N, 1° 35′ 32″ E / 41.4043°N,1.59212°E ca:Carretera BP-2121 de Vilafranca a la Llacuna, km 12 | bé integrant del patrimoni cultural català | Ermita nova de Santa Maria (Torrelles de Foix) | Modifica les dades a Wikidata |
|        | capella del Roser                | Torrelles de Foix | església        | Estil: arquitectura popular 16th century | 41° 23′ 17″ N, 1° 34′ 07″ E / 41.388°N,1.56854°E ca:Plaça de les Moreres                                 | bé integrant del patrimoni cultural català | Capella del Roser de Torrelles de Foix         | Modifica les dades a Wikidata |

## font
| imatge | Nom                         | Ubicat a          | instància de                   | Detalls | coordenades | Protecció | Commons (més fotos) | Dades a WD                    |
| ------ | --------------------------- | ----------------- | ------------------------------ | ------- | --- | --------- | ------------------- | ----------------------------- |
|        | font de l'Omeda             | Torrelles de Foix | font                           |         | 41° 23′ 26″ N, 1° 33′ 49″ E / 41.390463152699°N,1.5635666584135°E                                                                                             |           | Font de l'Omeda     | Modifica les dades a Wikidata |
|        | font de la Plaça de la Vila | Torrelles de Foix | font estructura arquitectònica | 1909    | 41° 23′ 18″ N, 1° 34′ 07″ E / 41.38827°N,1.56864°E 41° 23′ 18″ N, 1° 34′ 07″ E / 41.388275146484375°N,1.5687079429626465°E ca:Plaça de la Vila ca:Plaça Major |           |                     | Modifica les dades a Wikidata |
|        | font de les Dous            | Torrelles de Foix | font                           | 1930    | 41° 23′ 38″ N, 1° 33′ 23″ E / 41.3940121733414°N,1.5564564901663°E ca:Ctra. BV-2122 Km. 4,5, a 100 m.                                                         |           | Font de les Dous    | Modifica les dades a Wikidata |
|        | font dels Giberts           | Torrelles de Foix | font                           |         | 41° 24′ 40″ N, 1° 34′ 04″ E / 41.411233590968°N,1.5678949084591°E                                                                                             |           |                     | Modifica les dades a Wikidata |

## granja
| imatge | Nom                | Ubicat a          | instància de | Detalls | coordenades                                                         | Protecció | Commons (més fotos) | Dades a WD                    |
| ------ | ------------------ | ----------------- | ------------ | ------- | ------------------------------------------------------------------- | --------- | ------------------- | ----------------------------- |
|        | Granja Min i Belén | Torrelles de Foix | granja       |         | 41° 24′ 46″ N, 1° 36′ 52″ E / 41.412666350551°N,1.61433633983007°E  |           |                     | Modifica les dades a Wikidata |
|        | Granja de Pau Guia | Torrelles de Foix | granja       |         | 41° 23′ 21″ N, 1° 34′ 31″ E / 41.3892294867132°N,1.57525665265169°E |           |                     | Modifica les dades a Wikidata |

## masia
| imatge | Nom                              | Ubicat a          | instància de | Detalls                                  | coordenades | Protecció                                  | Commons (més fotos)                  | Dades a WD                    |
| ------ | -------------------------------- | ----------------- | ------------ | ---------------------------------------- | --- | ------------------------------------------ | ------------------------------------ | ----------------------------- |
|        | Ca l'Eixerit                     | Torrelles de Foix | masia        |                                          | 41° 24′ 32″ N, 1° 35′ 32″ E / 41.4088140214268°N,1.59230842415143°E                                                                                      |                                            |                                      | Modifica les dades a Wikidata |
|        | Ca l'Erasme                      | Torrelles de Foix | masia        |                                          | 41° 24′ 39″ N, 1° 35′ 09″ E / 41.4109141238656°N,1.58581419060512°E                                                                                      |                                            |                                      | Modifica les dades a Wikidata |
|        | Ca l'Erasme Moliner              | Torrelles de Foix | masia        |                                          | 41° 24′ 41″ N, 1° 35′ 05″ E / 41.4114057444971°N,1.58477456821733°E                                                                                      |                                            |                                      | Modifica les dades a Wikidata |
|        | Ca l'Esquerrà                    | Torrelles de Foix | masia        |                                          | 41° 26′ 24″ N, 1° 33′ 05″ E / 41.4399207821275°N,1.55134574646735°E                                                                                      |                                            |                                      | Modifica les dades a Wikidata |
|        | Ca l'Isidre de la Font de l'Alba | Torrelles de Foix | masia        |                                          | 41° 26′ 39″ N, 1° 33′ 20″ E / 41.4440824436917°N,1.55567032901074°E                                                                                      |                                            |                                      | Modifica les dades a Wikidata |
|        | Ca l'Isidret                     | Torrelles de Foix | masia        |                                          | 41° 23′ 58″ N, 1° 35′ 39″ E / 41.3994155339467°N,1.59419798952391°E                                                                                      |                                            |                                      | Modifica les dades a Wikidata |
|        | Ca l'Isidrot                     | Torrelles de Foix | masia        |                                          | 41° 25′ 19″ N, 1° 33′ 34″ E / 41.4218918533154°N,1.55951285747459°E                                                                                      |                                            |                                      | Modifica les dades a Wikidata |
|        | Ca la Caterina                   | Torrelles de Foix | masia        |                                          | 41° 24′ 38″ N, 1° 35′ 04″ E / 41.410474419601°N,1.5844837081489°E                                                                                        |                                            |                                      | Modifica les dades a Wikidata |
|        | Ca la Cisca                      | Torrelles de Foix | masia        |                                          | 41° 24′ 21″ N, 1° 36′ 17″ E / 41.4059646066241°N,1.60462070928348°E                                                                                      |                                            |                                      | Modifica les dades a Wikidata |
|        | Ca la Cristina                   | Torrelles de Foix | masia        |                                          | 41° 24′ 04″ N, 1° 35′ 35″ E / 41.4010769932905°N,1.59306160533842°E                                                                                      |                                            |                                      | Modifica les dades a Wikidata |
|        | Ca la Gertrudis                  | Torrelles de Foix | masia        |                                          | 41° 24′ 18″ N, 1° 36′ 20″ E / 41.4049585066543°N,1.60558735147425°E                                                                                      |                                            |                                      | Modifica les dades a Wikidata |
|        | Ca la Leonor                     | Torrelles de Foix | masia        |                                          | 41° 26′ 34″ N, 1° 34′ 19″ E / 41.4426569987491°N,1.57207740007422°E                                                                                      |                                            |                                      | Modifica les dades a Wikidata |
|        | Ca la Puça                       | Torrelles de Foix | masia        |                                          | 41° 24′ 21″ N, 1° 34′ 22″ E / 41.405890229841°N,1.5727976662562°E                                                                                        |                                            |                                      | Modifica les dades a Wikidata |
|        | Cal Balenyà                      | Torrelles de Foix | masia        |                                          | 41° 25′ 52″ N, 1° 37′ 52″ E / 41.4311344017222°N,1.63115401685733°E                                                                                      |                                            |                                      | Modifica les dades a Wikidata |
|        | Cal Bartomeu                     | Torrelles de Foix | masia        |                                          | 41° 24′ 40″ N, 1° 37′ 23″ E / 41.4110412413656°N,1.62302127739651°E                                                                                      |                                            |                                      | Modifica les dades a Wikidata |
|        | Cal Bòlit                        | Torrelles de Foix | masia        |                                          | 41° 24′ 31″ N, 1° 33′ 17″ E / 41.4085810833121°N,1.55463847630307°E                                                                                      |                                            |                                      | Modifica les dades a Wikidata |
|        | Cal Camorra                      | Torrelles de Foix | masia        |                                          | 41° 26′ 00″ N, 1° 34′ 00″ E / 41.4333127634063°N,1.56670484484179°E                                                                                      |                                            |                                      | Modifica les dades a Wikidata |
|        | Cal Cisco                        | Torrelles de Foix | masia        |                                          | 41° 24′ 03″ N, 1° 35′ 37″ E / 41.4007416804257°N,1.5936310847765°E                                                                                       |                                            |                                      | Modifica les dades a Wikidata |
|        | Cal Curt                         | Torrelles de Foix | masia        |                                          | 41° 25′ 48″ N, 1° 33′ 20″ E / 41.4299853031261°N,1.55559990606222°E                                                                                      |                                            |                                      | Modifica les dades a Wikidata |
|        | Cal Déu Blanc                    | Torrelles de Foix | masia        |                                          | 41° 24′ 14″ N, 1° 33′ 40″ E / 41.4039702758926°N,1.56117690342808°E                                                                                      |                                            |                                      | Modifica les dades a Wikidata |
|        | Cal Déu Negre                    | Torrelles de Foix | masia        |                                          | 41° 24′ 06″ N, 1° 33′ 16″ E / 41.4016960588482°N,1.55436041096298°E                                                                                      |                                            |                                      | Modifica les dades a Wikidata |
|        | Cal Ferro                        | Torrelles de Foix | masia        |                                          | 41° 24′ 41″ N, 1° 38′ 11″ E / 41.4112721512165°N,1.63635697264923°E                                                                                      |                                            |                                      | Modifica les dades a Wikidata |
|        | Cal Frederic                     | Torrelles de Foix | masia        |                                          | 41° 24′ 43″ N, 1° 34′ 59″ E / 41.4120429255388°N,1.58312156573019°E                                                                                      |                                            |                                      | Modifica les dades a Wikidata |
|        | Cal Gavatx                       | Torrelles de Foix | masia        |                                          | 41° 25′ 47″ N, 1° 35′ 01″ E / 41.4297226097315°N,1.58373050404383°E                                                                                      |                                            |                                      | Modifica les dades a Wikidata |
|        | Cal Governador                   | Torrelles de Foix | masia        |                                          | 41° 24′ 13″ N, 1° 33′ 44″ E / 41.4036696130945°N,1.56234396735139°E                                                                                      |                                            |                                      | Modifica les dades a Wikidata |
|        | Cal Gravat                       | Torrelles de Foix | masia        |                                          | 41° 24′ 11″ N, 1° 36′ 20″ E / 41.4031215005297°N,1.60562663028938°E                                                                                      |                                            |                                      | Modifica les dades a Wikidata |
|        | Cal Groc                         | Torrelles de Foix | masia        |                                          | 41° 23′ 36″ N, 1° 34′ 53″ E / 41.3932683101938°N,1.58137636671422°E                                                                                      |                                            |                                      | Modifica les dades a Wikidata |
|        | Cal Jan Xic                      | Torrelles de Foix | masia        |                                          | 41° 24′ 05″ N, 1° 35′ 37″ E / 41.4013797117483°N,1.59350966137466°E                                                                                      |                                            |                                      | Modifica les dades a Wikidata |
|        | Cal Janot                        | Torrelles de Foix | masia        |                                          | 41° 25′ 31″ N, 1° 33′ 43″ E / 41.425223°N,1.561898°E |                                            |                                      | Modifica les dades a Wikidata |
|        | Cal Jaume Macià                  | Torrelles de Foix | masia        |                                          | 41° 26′ 35″ N, 1° 33′ 27″ E / 41.4429168032545°N,1.55752765354028°E                                                                                      |                                            |                                      | Modifica les dades a Wikidata |
|        | Cal Jaume de Bessons             | Torrelles de Foix | masia        |                                          | 41° 23′ 02″ N, 1° 34′ 31″ E / 41.3838708654235°N,1.57531385052652°E                                                                                      |                                            |                                      | Modifica les dades a Wikidata |
|        | Cal Jepet Moliner                | Torrelles de Foix | masia        |                                          | 41° 24′ 27″ N, 1° 35′ 33″ E / 41.4075819635033°N,1.59246662628971°E                                                                                      |                                            |                                      | Modifica les dades a Wikidata |
|        | Cal Joan Pastor                  | Torrelles de Foix | masia        |                                          | 41° 24′ 38″ N, 1° 37′ 26″ E / 41.4106177333051°N,1.62376005719906°E                                                                                      |                                            |                                      | Modifica les dades a Wikidata |
|        | Cal Joan de l'Horta              | Torrelles de Foix | masia        |                                          | 41° 26′ 14″ N, 1° 33′ 07″ E / 41.4373325614732°N,1.55181027005327°E                                                                                      |                                            |                                      | Modifica les dades a Wikidata |
|        | Cal Jutge                        | Torrelles de Foix | masia        |                                          | 41° 24′ 10″ N, 1° 33′ 41″ E / 41.4028200597237°N,1.5613936891723°E                                                                                       |                                            |                                      | Modifica les dades a Wikidata |
|        | Cal Llebre                       | Torrelles de Foix | masia        |                                          | 41° 24′ 17″ N, 1° 36′ 16″ E / 41.4048379753422°N,1.60456107278842°E                                                                                      |                                            |                                      | Modifica les dades a Wikidata |
|        | Cal Llorenç                      | Torrelles de Foix | masia        |                                          | 41° 24′ 40″ N, 1° 38′ 25″ E / 41.4110024253365°N,1.64020324894798°E                                                                                      |                                            |                                      | Modifica les dades a Wikidata |
|        | Cal Macià                        | Torrelles de Foix | masia        |                                          | 41° 23′ 38″ N, 1° 34′ 42″ E / 41.3938087519679°N,1.57845799383622°E                                                                                      |                                            |                                      | Modifica les dades a Wikidata |
|        | Cal Maco                         | Torrelles de Foix | masia        |                                          | 41° 23′ 04″ N, 1° 34′ 17″ E / 41.3844980434225°N,1.57141325916038°E                                                                                      |                                            |                                      | Modifica les dades a Wikidata |
|        | Cal Maginet                      | Torrelles de Foix | masia        |                                          | 41° 26′ 23″ N, 1° 33′ 20″ E / 41.4397771558967°N,1.5556820183314°E                                                                                       |                                            |                                      | Modifica les dades a Wikidata |
|        | Cal Magí Po                      | Torrelles de Foix | masia        |                                          | 41° 24′ 10″ N, 1° 34′ 40″ E / 41.4026728975358°N,1.57781020057693°E                                                                                      |                                            |                                      | Modifica les dades a Wikidata |
|        | Cal Magí Via                     | Torrelles de Foix | masia        |                                          | 41° 24′ 15″ N, 1° 35′ 35″ E / 41.4043014737373°N,1.59305185730264°E                                                                                      |                                            |                                      | Modifica les dades a Wikidata |
|        | Cal Marcel·lino                  | Torrelles de Foix | masia        |                                          | 41° 24′ 42″ N, 1° 38′ 25″ E / 41.4115522990468°N,1.64023963919624°E                                                                                      |                                            |                                      | Modifica les dades a Wikidata |
|        | Cal Mariano                      | Torrelles de Foix | masia        |                                          | 41° 26′ 17″ N, 1° 33′ 25″ E / 41.4380445158979°N,1.55685754278862°E                                                                                      |                                            |                                      | Modifica les dades a Wikidata |
|        | Cal Marroquí                     | Torrelles de Foix | masia        |                                          | 41° 24′ 36″ N, 1° 36′ 52″ E / 41.4098746707071°N,1.61438370711535°E                                                                                      |                                            |                                      | Modifica les dades a Wikidata |
|        | Cal Martinet                     | Torrelles de Foix | masia        |                                          | 41° 24′ 11″ N, 1° 36′ 14″ E / 41.4029998170285°N,1.60376298773943°E                                                                                      |                                            |                                      | Modifica les dades a Wikidata |
|        | Cal Martí Ros                    | Torrelles de Foix | masia        |                                          | 41° 24′ 14″ N, 1° 36′ 26″ E / 41.4037533950383°N,1.60722815743785°E                                                                                      |                                            |                                      | Modifica les dades a Wikidata |
|        | Cal Minguet                      | Torrelles de Foix | masia        |                                          | 41° 23′ 58″ N, 1° 35′ 04″ E / 41.3995379710319°N,1.58435024691283°E                                                                                      |                                            |                                      | Modifica les dades a Wikidata |
|        | Cal Moliner                      | Torrelles de Foix | masia        |                                          | 41° 24′ 36″ N, 1° 35′ 08″ E / 41.4099906295483°N,1.58542743277763°E                                                                                      |                                            |                                      | Modifica les dades a Wikidata |
|        | Cal Parraco                      | Torrelles de Foix | masia        |                                          | 41° 24′ 08″ N, 1° 34′ 42″ E / 41.4023450407762°N,1.57824801699943°E                                                                                      |                                            |                                      | Modifica les dades a Wikidata |
|        | Cal Pau Cruset                   | Torrelles de Foix | masia        |                                          | 41° 24′ 09″ N, 1° 36′ 21″ E / 41.4024664595361°N,1.60583204358613°E                                                                                      |                                            |                                      | Modifica les dades a Wikidata |
|        | Cal Pau Guix                     | Torrelles de Foix | masia        |                                          | 41° 23′ 35″ N, 1° 34′ 37″ E / 41.3929330376898°N,1.57683838592927°E 371 msnm                                                                             |                                            | Cal Pau Guix                         | Modifica les dades a Wikidata |
|        | Cal Pau Isidre                   | Torrelles de Foix | masia        |                                          | 41° 24′ 04″ N, 1° 35′ 39″ E / 41.40109015192°N,1.5941379686664°E                                                                                         |                                            |                                      | Modifica les dades a Wikidata |
|        | Cal Pau Mateu                    | Torrelles de Foix | masia        |                                          | 41° 22′ 59″ N, 1° 34′ 37″ E / 41.3829912438379°N,1.57701933078958°E                                                                                      |                                            |                                      | Modifica les dades a Wikidata |
|        | Cal Pau Ros                      | Torrelles de Foix | masia        |                                          | 41° 23′ 50″ N, 1° 35′ 17″ E / 41.3971591663757°N,1.58794263286697°E                                                                                      |                                            |                                      | Modifica les dades a Wikidata |
|        | Cal Pau Tòfol                    | Torrelles de Foix | masia        |                                          | 41° 24′ 20″ N, 1° 36′ 28″ E / 41.4056336607789°N,1.60778617837219°E                                                                                      |                                            |                                      | Modifica les dades a Wikidata |
|        | Cal Pau del Molí                 | Torrelles de Foix | masia        |                                          | 41° 24′ 39″ N, 1° 35′ 08″ E / 41.410749242602°N,1.58559044123487°E                                                                                       |                                            |                                      | Modifica les dades a Wikidata |
|        | Cal Peret Pastor                 | Torrelles de Foix | masia        |                                          | 41° 23′ 58″ N, 1° 35′ 42″ E / 41.399533235262°N,1.59498497510216°E                                                                                       |                                            |                                      | Modifica les dades a Wikidata |
|        | Cal Peret de la Fassina          | Torrelles de Foix | masia        |                                          | 41° 24′ 42″ N, 1° 38′ 22″ E / 41.4115611162748°N,1.63946174992336°E                                                                                      |                                            |                                      | Modifica les dades a Wikidata |
|        | Cal Piu                          | Torrelles de Foix | masia        |                                          | 41° 24′ 49″ N, 1° 37′ 48″ E / 41.4135844374402°N,1.63007480786491°E                                                                                      |                                            |                                      | Modifica les dades a Wikidata |
|        | Cal Quec                         | Torrelles de Foix | masia        |                                          | 41° 26′ 13″ N, 1° 33′ 03″ E / 41.4369945277633°N,1.55071660876594°E                                                                                      |                                            |                                      | Modifica les dades a Wikidata |
|        | Cal Rapet                        | Torrelles de Foix | masia        |                                          | 41° 23′ 41″ N, 1° 35′ 25″ E / 41.3945949445687°N,1.5903784875824°E 336 msnm                                                                              |                                            | Cal Rapet (Torrelles de Foix)        | Modifica les dades a Wikidata |
|        | Cal Regata                       | Torrelles de Foix | masia        |                                          | 41° 22′ 57″ N, 1° 34′ 27″ E / 41.3824589692131°N,1.57404110720576°E                                                                                      |                                            |                                      | Modifica les dades a Wikidata |
|        | Cal Rei                          | Torrelles de Foix | masia        |                                          | 41° 24′ 10″ N, 1° 33′ 35″ E / 41.4029161710323°N,1.55971674063915°E                                                                                      |                                            |                                      | Modifica les dades a Wikidata |
|        | Cal Romà                         | Torrelles de Foix | masia        |                                          | 41° 24′ 13″ N, 1° 36′ 18″ E / 41.4036628264617°N,1.60495707860862°E                                                                                      |                                            |                                      | Modifica les dades a Wikidata |
|        | Cal Rossell de les Bassegues     | Torrelles de Foix | masia        |                                          | 41° 25′ 06″ N, 1° 33′ 34″ E / 41.418332767363°N,1.5593628925872°E                                                                                        |                                            |                                      | Modifica les dades a Wikidata |
|        | Cal Soler Nou                    | Torrelles de Foix | masia        |                                          | 41° 26′ 19″ N, 1° 33′ 33″ E / 41.438640165026°N,1.55910660344187°E                                                                                       |                                            |                                      | Modifica les dades a Wikidata |
|        | Cal Sord                         | Torrelles de Foix | masia        |                                          | 41° 25′ 54″ N, 1° 33′ 19″ E / 41.4317379127588°N,1.55529774631668°E                                                                                      |                                            |                                      | Modifica les dades a Wikidata |
|        | Cal Tabola                       | Torrelles de Foix | masia        |                                          | 41° 26′ 17″ N, 1° 33′ 38″ E / 41.438144576817°N,1.56052997148758°E                                                                                       |                                            |                                      | Modifica les dades a Wikidata |
|        | Cal Tico Bord                    | Torrelles de Foix | masia        |                                          | 41° 25′ 42″ N, 1° 35′ 05″ E / 41.4283649235112°N,1.58465759659577°E                                                                                      |                                            |                                      | Modifica les dades a Wikidata |
|        | Cal Tico Macià                   | Torrelles de Foix | masia        |                                          | 41° 23′ 55″ N, 1° 35′ 39″ E / 41.3986569305046°N,1.59403490524289°E                                                                                      |                                            |                                      | Modifica les dades a Wikidata |
|        | Cal Ton Evaristo                 | Torrelles de Foix | masia        |                                          | 41° 24′ 37″ N, 1° 35′ 09″ E / 41.4102219270623°N,1.58592492003168°E                                                                                      |                                            |                                      | Modifica les dades a Wikidata |
|        | Cal Ton Janot                    | Torrelles de Foix | masia        |                                          | 41° 26′ 20″ N, 1° 33′ 09″ E / 41.4388916067925°N,1.55258954294531°E                                                                                      |                                            |                                      | Modifica les dades a Wikidata |
|        | Cal Ton Magí                     | Torrelles de Foix | masia        |                                          | 41° 24′ 23″ N, 1° 35′ 57″ E / 41.4063844421921°N,1.59914430363229°E                                                                                      |                                            |                                      | Modifica les dades a Wikidata |
|        | Cal Ton Soval                    | Torrelles de Foix | masia        |                                          | 41° 24′ 40″ N, 1° 35′ 04″ E / 41.4111133216634°N,1.58443394301585°E                                                                                      |                                            |                                      | Modifica les dades a Wikidata |
|        | Cal Tropes                       | Torrelles de Foix | masia        |                                          | 41° 23′ 24″ N, 1° 34′ 13″ E / 41.3900788994351°N,1.57039401569166°E                                                                                      |                                            |                                      | Modifica les dades a Wikidata |
|        | Cal Via                          | Torrelles de Foix | masia        |                                          | 41° 24′ 41″ N, 1° 35′ 05″ E / 41.411440846886°N,1.5846406824278°E                                                                                        |                                            |                                      | Modifica les dades a Wikidata |
|        | Cal Via del Bosc                 | Torrelles de Foix | masia        |                                          | 41° 24′ 42″ N, 1° 34′ 59″ E / 41.4115541598524°N,1.58292878874063°E                                                                                      |                                            |                                      | Modifica les dades a Wikidata |
|        | Cal Xegadí                       | Torrelles de Foix | masia        |                                          | 41° 24′ 06″ N, 1° 35′ 36″ E / 41.4016645048488°N,1.59322837402637°E                                                                                      |                                            |                                      | Modifica les dades a Wikidata |
|        | Cal Xic Salet                    | Torrelles de Foix | masia        |                                          | 41° 23′ 40″ N, 1° 34′ 40″ E / 41.3943764895616°N,1.57775185506229°E                                                                                      |                                            |                                      | Modifica les dades a Wikidata |
|        | Cal Xic Xixella                  | Torrelles de Foix | masia        |                                          | 41° 23′ 46″ N, 1° 34′ 47″ E / 41.3962111345956°N,1.57970948209018°E                                                                                      |                                            |                                      | Modifica les dades a Wikidata |
|        | Can Bosc de Baix                 | Torrelles de Foix | masia        |                                          | 41° 25′ 31″ N, 1° 33′ 19″ E / 41.4252344176011°N,1.55527440013804°E                                                                                      |                                            |                                      | Modifica les dades a Wikidata |
|        | Can Coral                        | Torrelles de Foix | masia        |                                          | 41° 24′ 02″ N, 1° 34′ 37″ E / 41.4004996115608°N,1.5768766560936°E                                                                                       |                                            |                                      | Modifica les dades a Wikidata |
|        | Can Cruset                       | Torrelles de Foix | masia        |                                          | 41° 24′ 22″ N, 1° 35′ 58″ E / 41.4059830078396°N,1.59946398236926°E                                                                                      |                                            |                                      | Modifica les dades a Wikidata |
|        | Can Dameta                       | Torrelles de Foix | masia        |                                          | 41° 24′ 46″ N, 1° 32′ 45″ E / 41.4126844865741°N,1.54575334306411°E                                                                                      |                                            |                                      | Modifica les dades a Wikidata |
|        | Can Gardella                     | Torrelles de Foix | masia        |                                          | 41° 26′ 26″ N, 1° 33′ 47″ E / 41.440446978586°N,1.56313641536493°E                                                                                       |                                            |                                      | Modifica les dades a Wikidata |
|        | Can Guix                         | Torrelles de Foix | masia        |                                          | 41° 24′ 09″ N, 1° 35′ 13″ E / 41.4025706997268°N,1.58705983668869°E                                                                                      |                                            |                                      | Modifica les dades a Wikidata |
|        | Can Janet                        | Torrelles de Foix | masia        |                                          | 41° 24′ 48″ N, 1° 33′ 01″ E / 41.4132560307358°N,1.55035906404485°E                                                                                      |                                            |                                      | Modifica les dades a Wikidata |
|        | Can Julià                        | Torrelles de Foix | masia        |                                          | 41° 24′ 51″ N, 1° 33′ 05″ E / 41.4140971211237°N,1.5513454294382°E                                                                                       |                                            |                                      | Modifica les dades a Wikidata |
|        | Can Mateu                        | Torrelles de Foix | masia        |                                          | 41° 26′ 07″ N, 1° 33′ 20″ E / 41.4351925693676°N,1.55568792156919°E                                                                                      |                                            |                                      | Modifica les dades a Wikidata |
|        | Can Segarra                      | Torrelles de Foix | masia        |                                          | 41° 25′ 05″ N, 1° 32′ 52″ E / 41.4181322052129°N,1.54776172444859°E                                                                                      |                                            |                                      | Modifica les dades a Wikidata |
|        | Can Seguers                      | Torrelles de Foix | masia        |                                          | 41° 24′ 04″ N, 1° 35′ 43″ E / 41.4011940796324°N,1.59527219123033°E                                                                                      |                                            |                                      | Modifica les dades a Wikidata |
|        | Can Solé de Secabecs             | Torrelles de Foix | masia        | Estil: arquitectura popular              | 41° 26′ 12″ N, 1° 33′ 03″ E / 41.4367°N,1.55077°E ca:Carretera BP-2121, km 20 a 1 km                                                                     | bé integrant del patrimoni cultural català | Can Solé de Secabecs                 | Modifica les dades a Wikidata |
|        | Can Xegadí                       | Torrelles de Foix | masia        |                                          | 41° 24′ 51″ N, 1° 32′ 47″ E / 41.4141243953179°N,1.54636733770274°E                                                                                      |                                            |                                      | Modifica les dades a Wikidata |
|        | Casa Nova del Gol                | Torrelles de Foix | masia        |                                          | 41° 25′ 32″ N, 1° 33′ 46″ E / 41.4256803190847°N,1.56282780927436°E                                                                                      |                                            |                                      | Modifica les dades a Wikidata |
|        | Corral Nou                       | Torrelles de Foix | masia        |                                          | 41° 23′ 10″ N, 1° 33′ 52″ E / 41.3860956228995°N,1.56444149665756°E                                                                                      |                                            |                                      | Modifica les dades a Wikidata |
|        | Dagues                           | Torrelles de Foix | masia        |                                          | 41° 26′ 32″ N, 1° 32′ 16″ E / 41.4423608655879°N,1.53775306490069°E 611 msnm                                                                             |                                            | Dagues                               | Modifica les dades a Wikidata |
|        | Fontfregona                      | Torrelles de Foix | masia        |                                          | 41° 24′ 21″ N, 1° 33′ 13″ E / 41.4058556274948°N,1.55350252894348°E                                                                                      |                                            |                                      | Modifica les dades a Wikidata |
|        | Heretat Mussarra                 | Torrelles de Foix | masia        |                                          | 41° 24′ 24″ N, 1° 36′ 52″ E / 41.4065893011317°N,1.61457315872894°E                                                                                      |                                            |                                      | Modifica les dades a Wikidata |
|        | Mas Cremat                       | Torrelles de Foix | masia        |                                          | 41° 23′ 21″ N, 1° 35′ 28″ E / 41.389203°N,1.591181°E 319 msnm                                                                                            |                                            |                                      | Modifica les dades a Wikidata |
|        | Mas Fiol                         | Torrelles de Foix | masia        |                                          | 41° 24′ 03″ N, 1° 35′ 59″ E / 41.4008535575184°N,1.59984927902821°E                                                                                      |                                            |                                      | Modifica les dades a Wikidata |
|        | Mas Florit                       | Torrelles de Foix | masia        | Estil: arquitectura popular 1563         | 41° 24′ 20″ N, 1° 35′ 22″ E / 41.4056°N,1.58935°E ca:BP-2121, poc abans del km 12, camí de de Mas Florit, a ponent                                       | bé integrant del patrimoni cultural català | Mas Florit                           | Modifica les dades a Wikidata |
|        | Mas Florit Nou                   | Torrelles de Foix | masia        |                                          | 41° 24′ 23″ N, 1° 35′ 17″ E / 41.406339383466°N,1.58809080362207°E                                                                                       |                                            |                                      | Modifica les dades a Wikidata |
|        | Mas Florit Vell                  | Torrelles de Foix | masia        |                                          | 41° 24′ 21″ N, 1° 35′ 21″ E / 41.405786750173°N,1.58929912984351°E                                                                                       |                                            |                                      | Modifica les dades a Wikidata |
|        | Mas Guineu                       | Torrelles de Foix | masia        | Estil: arquitectura popular              | 41° 24′ 50″ N, 1° 37′ 01″ E / 41.414°N,1.61696°E ca:Extrem est del municipi                                                                              | bé integrant del patrimoni cultural català | Mas Guineu (Torrelles de Foix)       | Modifica les dades a Wikidata |
|        | Mas Rovira                       | Torrelles de Foix | masia        |                                          | 41° 25′ 32″ N, 1° 33′ 43″ E / 41.4256707499822°N,1.56206211697939°E                                                                                      |                                            |                                      | Modifica les dades a Wikidata |
|        | Mas Turbó                        | Torrelles de Foix | masia        |                                          | 41° 22′ 50″ N, 1° 34′ 33″ E / 41.3806617590215°N,1.57583834481359°E                                                                                      |                                            |                                      | Modifica les dades a Wikidata |
|        | Mas de la Pineda                 | Torrelles de Foix | masia        | 16th century                             | 41° 25′ 28″ N, 1° 34′ 28″ E / 41.4243844074°N,1.57450028804838°E ca:carretra BP-2121, km 16,7 al nord 550 msnm                                           |                                            | Mas de la Pineda (Torrelles de Foix) | Modifica les dades a Wikidata |
|        | Mas del Barber                   | Torrelles de Foix | masia        |                                          | 41° 24′ 14″ N, 1° 33′ 05″ E / 41.4037922661023°N,1.55129921304297°E                                                                                      |                                            |                                      | Modifica les dades a Wikidata |
|        | Masia de Can Cruset              | Torrelles de Foix | masia        |                                          | 41° 24′ 31″ N, 1° 35′ 45″ E / 41.4087226552187°N,1.59588767689094°E                                                                                      |                                            |                                      | Modifica les dades a Wikidata |
|        | Masia de les Valls               | Torrelles de Foix | masia        |                                          | 41° 24′ 49″ N, 1° 34′ 45″ E / 41.413652603212°N,1.57925776686348°E                                                                                       |                                            |                                      | Modifica les dades a Wikidata |
|        | Porquers                         | Torrelles de Foix | masia        |                                          | 41° 23′ 59″ N, 1° 35′ 52″ E / 41.3997487889941°N,1.59788721977148°E                                                                                      |                                            |                                      | Modifica les dades a Wikidata |
|        | Torre de Cal Pepó                | Torrelles de Foix | masia        | Estil: arquitectura romànica             | 41° 24′ 47″ N, 1° 32′ 44″ E / 41.41294860839844°N,1.545691967010498°E ca:Camí de la urb. Plana de les Torres, trencall a l'esquerra                      |                                            |                                      | Modifica les dades a Wikidata |
|        | el Camp Gran                     | Torrelles de Foix | masia        |                                          | 41° 23′ 39″ N, 1° 35′ 33″ E / 41.3941697370455°N,1.59243308781648°E 332 msnm                                                                             |                                            | El Camp Gran                         | Modifica les dades a Wikidata |
|        | el Masnou                        | Torrelles de Foix | masia        |                                          | 41° 23′ 28″ N, 1° 33′ 45″ E / 41.3910872536882°N,1.56240596569573°E                                                                                      |                                            |                                      | Modifica les dades a Wikidata |
|        | el Molinot                       | Torrelles de Foix | masia        |                                          | 41° 25′ 40″ N, 1° 33′ 19″ E / 41.4277210672772°N,1.55532697443448°E                                                                                      |                                            |                                      | Modifica les dades a Wikidata |
|        | el Pany                          | Torrelles de Foix | masia        |                                          | 41° 23′ 54″ N, 1° 32′ 28″ E / 41.3983220482496°N,1.54109733172731°E                                                                                      |                                            |                                      | Modifica les dades a Wikidata |
|        | el Serral                        | Torrelles de Foix | masia        |                                          | 41° 23′ 09″ N, 1° 35′ 07″ E / 41.3859038309794°N,1.58531582599259°E                                                                                      |                                            |                                      | Modifica les dades a Wikidata |
|        | el Trull                         | Torrelles de Foix | masia        | Estil: arquitectura popular 19th century | 41° 25′ 00″ N, 1° 34′ 29″ E / 41.4166°N,1.57461°E ca:Camí de cal Rossell de les Bassegues a les Valls de Foix, a 160 m a l nord-est de les Valls de Foix | bé integrant del patrimoni cultural català | El Trull (Torrelles de Foix)         | Modifica les dades a Wikidata |
|        | els Giberts                      | Torrelles de Foix | masia        |                                          | 41° 24′ 48″ N, 1° 33′ 52″ E / 41.4133246796499°N,1.56445227048479°E                                                                                      |                                            |                                      | Modifica les dades a Wikidata |
|        | els Igols                        | Torrelles de Foix | masia        |                                          | 41° 23′ 24″ N, 1° 35′ 24″ E / 41.3899251357515°N,1.59004879759516°E                                                                                      |                                            |                                      | Modifica les dades a Wikidata |
|        | l'Albereda                       | Torrelles de Foix | masia        |                                          | 41° 25′ 33″ N, 1° 34′ 58″ E / 41.42572°N,1.5828°E |                                            |                                      | Modifica les dades a Wikidata |
|        | la Barraca                       | Torrelles de Foix | masia        |                                          | 41° 24′ 23″ N, 1° 33′ 02″ E / 41.4062778346772°N,1.55055010002902°E                                                                                      |                                            |                                      | Modifica les dades a Wikidata |
|        | la Berna                         | Torrelles de Foix | masia        |                                          | 41° 23′ 46″ N, 1° 35′ 15″ E / 41.3961621411°N,1.5873645951958°E                                                                                          |                                            |                                      | Modifica les dades a Wikidata |
|        | la Gavarrosa Vella               | Torrelles de Foix | masia        |                                          | 41° 24′ 49″ N, 1° 35′ 33″ E / 41.4135360859145°N,1.59249362512817°E                                                                                      |                                            |                                      | Modifica les dades a Wikidata |
|        | la Llambarda Nova                | Torrelles de Foix | masia        |                                          | 41° 26′ 48″ N, 1° 33′ 52″ E / 41.4467857665015°N,1.56439716896268°E ca:les Llambardes 659 msnm                                                           |                                            | La Llambarda Nova                    | Modifica les dades a Wikidata |
|        | la Llambarda Vella               | Torrelles de Foix | masia        | 19th century                             | 41° 26′ 29″ N, 1° 33′ 37″ E / 41.441274318073°N,1.56014957573105°E ca:Les Llambardes 653 msnm                                                            |                                            | La Llambarda Vella                   | Modifica les dades a Wikidata |
|        | la Masia                         | Torrelles de Foix | masia        |                                          | 41° 24′ 16″ N, 1° 33′ 37″ E / 41.404491381781°N,1.56035189811427°E                                                                                       |                                            |                                      | Modifica les dades a Wikidata |
|        | la Mussarra                      | Torrelles de Foix | masia        | Estil: arquitectura popular              | 41° 24′ 26″ N, 1° 36′ 51″ E / 41.4072°N,1.61425°E ca:Ctra. BP-2121, km. 20, camí de cal Miret, a 1 km                                                    | bé integrant del patrimoni cultural català | La Mussarra (Torrelles de Foix)      | Modifica les dades a Wikidata |
|        | la Torreta                       | Torrelles de Foix | masia        |                                          | 41° 23′ 06″ N, 1° 34′ 04″ E / 41.3849205077916°N,1.56772040322006°E                                                                                      |                                            |                                      | Modifica les dades a Wikidata |
|        | la Xola de Baix                  | Torrelles de Foix | masia        |                                          | 41° 24′ 08″ N, 1° 34′ 57″ E / 41.4022458249102°N,1.58261665668709°E                                                                                      |                                            |                                      | Modifica les dades a Wikidata |
|        | la Xola de Dalt                  | Torrelles de Foix | masia        |                                          | 41° 24′ 28″ N, 1° 34′ 28″ E / 41.4076486110449°N,1.57447141636024°E                                                                                      |                                            |                                      | Modifica les dades a Wikidata |
|        | les Casetes                      | Torrelles de Foix | masia        |                                          | 41° 23′ 42″ N, 1° 33′ 19″ E / 41.3950862867138°N,1.55520067453405°E                                                                                      |                                            |                                      | Modifica les dades a Wikidata |
|        | les Comes                        | Torrelles de Foix | masia        |                                          | 41° 22′ 46″ N, 1° 33′ 11″ E / 41.3795498913021°N,1.55314093028881°E                                                                                      |                                            |                                      | Modifica les dades a Wikidata |
|        | les Valls de Foix                | Torrelles de Foix | masia        |                                          | 41° 24′ 58″ N, 1° 34′ 21″ E / 41.4160647453295°N,1.57256435083463°E                                                                                      |                                            |                                      | Modifica les dades a Wikidata |

## molí d'aigua
| imatge | Nom                    | Ubicat a                  | instància de | Detalls                          | coordenades | Protecció                                  | Commons (més fotos)                   | Dades a WD                    |
| ------ | ---------------------- | ------------------------- | ------------ | -------------------------------- | --- | ------------------------------------------ | ------------------------------------- | ----------------------------- |
|        | Els Molinots           | Torrelles de Foix Pontons | molí d'aigua | Estil: arquitectura popular      | 41° 25′ 49″ N, 1° 32′ 35″ E / 41.4303°N,1.54309°E ca:Camí del Molí de l'Horta, 1 km al nord-oest de cal Rossell de les Bassegues | bé integrant del patrimoni cultural català | Els Molinots (Torrelles de Foix)      | Modifica les dades a Wikidata |
|        | Molí del Batet         | Torrelles de Foix         | molí d'aigua | Estil: arquitectura popular      | 41° 25′ 13″ N, 1° 34′ 21″ E / 41.4204°N,1.57251°E ca:A l'esquerra del riu Foix a uns 420 m al sud del mas de la Pineda           | bé integrant del patrimoni cultural català | Molí del Batet                        | Modifica les dades a Wikidata |
|        | Molí del Morgades      | Torrelles de Foix         | molí d'aigua | Estil: arquitectura popular 1750 | 41° 22′ 54″ N, 1° 34′ 50″ E / 41.3816°N,1.58051°E ca:BV-2122, km 2, a uns 350 m a migdia de la carretera                         | bé integrant del patrimoni cultural català | Molí del Morgades                     | Modifica les dades a Wikidata |
|        | Molí del Salvador Bola | Torrelles de Foix         | molí d'aigua | Estil: arquitectura popular      | 41° 23′ 14″ N, 1° 34′ 09″ E / 41.3873°N,1.56906°E ca:Hortes de migdia de Torrelles de Foix, conegudes com el Terraple            | bé integrant del patrimoni cultural català | Molí del Salvador Bola                | Modifica les dades a Wikidata |
|        | Molí del Sendra        | Torrelles de Foix         | molí d'aigua | Estil: arquitectura popular      | 41° 23′ 15″ N, 1° 34′ 08″ E / 41.3875°N,1.5688°E ca:A migdia de la Plaça de les Moreres                                          | bé integrant del patrimoni cultural català | Molí del Sendra                       | Modifica les dades a Wikidata |
|        | Molí dels Bessons      | Torrelles de Foix         | molí d'aigua | Estil: arquitectura popular      | 41° 22′ 57″ N, 1° 34′ 29″ E / 41.3825°N,1.57462°E ca:Camí que continua el carrer de Bessons                                      | bé integrant del patrimoni cultural català | Molí dels Bessons (Torrelles de Foix) | Modifica les dades a Wikidata |

## muntanya
| imatge | Nom                 | Ubicat a                                          | instància de | Detalls | coordenades                                                         | Protecció | Commons (més fotos) | Dades a WD                    |
| ------ | ------------------- | ------------------------------------------------- | ------------ | ------- | ------------------------------------------------------------------- | --------- | ------------------- | ----------------------------- |
|        | Clapí Vell          | Torrelles de Foix                                 | muntanya     |         | 41° 23′ 17″ N, 1° 32′ 33″ E / 41.388047°N,1.542632°E 703 msnm       |           | Clapí Vell          | Modifica les dades a Wikidata |
|        | Puig Estraver       | Torrelles de Foix                                 | muntanya     |         | 41° 24′ 15″ N, 1° 32′ 46″ E / 41.4041°N,1.54602°E 688.8 msnm        |           |                     | Modifica les dades a Wikidata |
|        | Puig de l'Àliga     | Torrelles de Foix el Montmell Aiguamúrcia Pontons | muntanya     |         | 41° 23′ 07″ N, 1° 32′ 13″ E / 41.3854°N,1.53699°E 701.5 msnm        |           |                     | Modifica les dades a Wikidata |
|        | Puig de les Torres  | Torrelles de Foix                                 | muntanya     |         | 41° 24′ 34″ N, 1° 32′ 42″ E / 41.4095°N,1.54494°E 749.8 msnm        |           |                     | Modifica les dades a Wikidata |
|        | Roca Foradada       | Torrelles de Foix                                 | muntanya     |         | 41° 25′ 36″ N, 1° 32′ 57″ E / 41.42675°N,1.54919444°E 590.7 msnm    |           |                     | Modifica les dades a Wikidata |
|        | Roca del Papiol     | Torrelles de Foix el Montmell                     | muntanya     |         | 41° 22′ 51″ N, 1° 32′ 30″ E / 41.38086111°N,1.54163889°E 631.9 msnm |           |                     | Modifica les dades a Wikidata |
|        | Roques de Mas Maria | Torrelles de Foix                                 | muntanya     |         | 41° 25′ 41″ N, 1° 33′ 55″ E / 41.42819444°N,1.56536111°E 698.4 msnm |           | Roques de Mas Maria | Modifica les dades a Wikidata |
|        | Roques de la Plana  | Torrelles de Foix                                 | muntanya     |         | 41° 25′ 53″ N, 1° 34′ 41″ E / 41.43130556°N,1.57813889°E 686.8 msnm |           |                     | Modifica les dades a Wikidata |
|        | Roques del Pany     | Torrelles de Foix Pontons                         | muntanya     |         | 41° 24′ 18″ N, 1° 32′ 23″ E / 41.40491667°N,1.53977778°E 572.9 msnm |           |                     | Modifica les dades a Wikidata |
|        | Turó de Can Guix    | Torrelles de Foix                                 | muntanya     |         | 41° 24′ 09″ N, 1° 35′ 10″ E / 41.4026°N,1.58622°E 396.7 msnm        |           |                     | Modifica les dades a Wikidata |
|        | Turó de l'Horta     | Torrelles de Foix Pontons                         | muntanya     |         | 41° 26′ 10″ N, 1° 32′ 47″ E / 41.436°N,1.54642°E 657.1 msnm         |           |                     | Modifica les dades a Wikidata |
|        | el Pixador          | Torrelles de Foix                                 | muntanya     |         | 41° 24′ 52″ N, 1° 36′ 39″ E / 41.41455556°N,1.61072222°E 420.4 msnm |           |                     | Modifica les dades a Wikidata |
|        | el Pujolet          | Torrelles de Foix                                 | muntanya     |         | 41° 24′ 44″ N, 1° 33′ 31″ E / 41.4123°N,1.55867°E 688.1 msnm        |           |                     | Modifica les dades a Wikidata |

## nucli de població
| imatge | Nom               | Ubicat a          | instància de      | Detalls | coordenades                                                       | Protecció | Commons (més fotos) | Dades a WD                    |
| ------ | ----------------- | ----------------- | ----------------- | ------- | ----------------------------------------------------------------- | --------- | ------------------- | ----------------------------- |
|        | Puig-vell         | Torrelles de Foix | nucli de població |         | 41° 24′ 15″ N, 1° 34′ 39″ E / 41.404148537526°N,1.5776210571943°E |           |                     | Modifica les dades a Wikidata |
|        | Urb. la Montsarra | Torrelles de Foix | nucli de població |         | 41° 24′ 39″ N, 1° 36′ 48″ E / 41.410889988077°N,1.613367279872°E  |           |                     | Modifica les dades a Wikidata |
|        | el Corral Nou     | Torrelles de Foix | nucli de població |         | 41° 23′ 03″ N, 1° 34′ 02″ E / 41.384204581777°N,1.5672922847425°E |           |                     | Modifica les dades a Wikidata |
|        | els Igols         | Torrelles de Foix | nucli de població |         | 41° 23′ 20″ N, 1° 35′ 06″ E / 41.388928921495°N,1.5851291320935°E |           |                     | Modifica les dades a Wikidata |
|        | les Espolles      | Torrelles de Foix | nucli de població |         | 41° 23′ 39″ N, 1° 34′ 27″ E / 41.394198915283°N,1.5742496157996°E |           |                     | Modifica les dades a Wikidata |

## pont
| imatge | Nom                             | Ubicat a          | instància de | Detalls                                  | coordenades                                                                                              | Protecció                                  | Commons (més fotos)                  | Dades a WD                    |
| ------ | ------------------------------- | ----------------- | ------------ | ---------------------------------------- | --- | ------------------------------------------ | ------------------------------------ | ----------------------------- |
|        | Gual del Trull                  | Torrelles de Foix | pont         | Travessa: Foix                           | 41° 24′ 59″ N, 1° 34′ 30″ E / 41.4163740010375°N,1.5749865831478°E                                       |                                            |                                      | Modifica les dades a Wikidata |
|        | Pont al torrent de Mata-rectors | Torrelles de Foix | pont         | Estil: arquitectura popular              | 41° 19′ 13″ N, 1° 40′ 36″ E / 41.320355°N,1.676591°E                                                     | bé integrant del patrimoni cultural català |                                      | Modifica les dades a Wikidata |
|        | Pont de la Masia                | Torrelles de Foix | pont         |                                          | 41° 23′ 56″ N, 1° 33′ 09″ E / 41.3988185507261°N,1.55259395762651°E                                      |                                            |                                      | Modifica les dades a Wikidata |
|        | Pont de les Dous                | Torrelles de Foix | pont         |                                          | 41° 23′ 40″ N, 1° 33′ 23″ E / 41.3945155393339°N,1.55637358237727°E                                      |                                            |                                      | Modifica les dades a Wikidata |
|        | Pont del Castell                | Torrelles de Foix | pont         | Estil: arquitectura popular 18th century | 41° 23′ 15″ N, 1° 34′ 07″ E / 41.3876°N,1.56871°E ca:Vorejant la muralla del casal dels Peguera 364 msnm | bé integrant del patrimoni cultural català | Pont del Castell (Torrelles de Foix) | Modifica les dades a Wikidata |
|        | Pont del Pitxellet              | Torrelles de Foix | pont         |                                          | 41° 25′ 11″ N, 1° 35′ 36″ E / 41.4197894786206°N,1.59342358061181°E                                      |                                            |                                      | Modifica les dades a Wikidata |
|        | la Carrerada                    | Torrelles de Foix | pont         |                                          | 41° 26′ 57″ N, 1° 33′ 58″ E / 41.4491396326795°N,1.56608114491912°E                                      |                                            |                                      | Modifica les dades a Wikidata |

## serra
| imatge | Nom                 | Ubicat a                      | instància de | Detalls | coordenades                                                  | Protecció | Commons (més fotos) | Dades a WD                    |
| ------ | ------------------- | ----------------------------- | ------------ | ------- | ------------------------------------------------------------ | --------- | ------------------- | ----------------------------- |
|        | Serra Llarga        | Torrelles de Foix el Montmell | serra        |         | 41° 20′ 09″ N, 1° 32′ 05″ E / 41.3359°N,1.53466°E 588.5 msnm |           |                     | Modifica les dades a Wikidata |
|        | serra de Mas Florit | Torrelles de Foix             | serra        |         | 41° 24′ 17″ N, 1° 35′ 00″ E / 41.4048°N,1.58346°E            |           |                     | Modifica les dades a Wikidata |

## àrea protegida
| imatge | Nom                   | Ubicat a | instància de                                  | Detalls                       | coordenades                                         | Protecció | Commons (més fotos)   | Dades a WD                    |
| ------ | --------------------- | --- | --------------------------------------------- | ----------------------------- | --------------------------------------------------- | --------- | --------------------- | ----------------------------- |
|        | Capçaleres del Foix   | Torrelles de Foix Mediona Font-rubí Pontons la Llacuna                                                                                               | àrea protegida àrea protegida Natura 2000     | 1992 Superfície: 2183.78912ha | 41° 26′ 51″ N, 1° 35′ 38″ E / 41.447588°N,1.59399°E |           | Capçaleres del Foix   | Modifica les dades a Wikidata |
|        | el Montmell-Marmellar | el Montmell la Bisbal del Penedès Sant Jaume dels Domenys Castellví de la Marca Torrelles de Foix Sant Martí Sarroca Pontons Aiguamúrcia Vila-rodona | àrea protegida Pla d'Espais d'Interès Natural | 1992 Superfície: 9362.41836ha | 41° 20′ N, 1° 31′ E / 41.33°N,1.51°E                |           | El Montmell-Marmellar | Modifica les dades a Wikidata |

## Misc
| imatge | Nom                               | Ubicat a                                | instància de         | Detalls                                                                                  | coordenades | Protecció                                  | Commons (més fotos)              | Dades a WD                    |
| ------ | --------------------------------- | --------------------------------------- | -------------------- | ---------------------------------------------------------------------------------------- | --- | ------------------------------------------ | -------------------------------- | ----------------------------- |
|        | Ajuntament de Torrelles de Foix   | Torrelles de Foix                       | casa consistorial    | Estil: arquitectura popular 20th century                                                 | 41° 23′ 18″ N, 1° 34′ 07″ E / 41.3884°N,1.56866°E ca:Plaça de la Vila núm.1                                                                     | bé integrant del patrimoni cultural català | Ajuntament de Torrelles de Foix  | Modifica les dades a Wikidata |
|        | BP-2126                           | Alt Penedès Torrelles de Foix Font-rubí | carretera            |                                                                                          | 41° 24′ 54″ N, 1° 39′ 01″ E / 41.4149°N,1.6503°E                                                                                                |                                            |                                  | Modifica les dades a Wikidata |
|        | Carrer Major de Torrelles de Foix | Torrelles de Foix                       | carrer               | Estil: arquitectura popular                                                              | 41° 23′ 20″ N, 1° 34′ 06″ E / 41.3888°N,1.56821°E ca:Carrer del raval                                                                           | bé integrant del patrimoni cultural català | Carrer Major (Torrelles de Foix) | Modifica les dades a Wikidata |
|        | Clapi Vell                        | Torrelles de Foix                       | vèrtex geodèsic      | Alt: 1.2m                                                                                | 41° 23′ 17″ N, 1° 32′ 34″ E / 41.388041°N,1.542684°E 703.914 msnm                                                                               |                                            |                                  | Modifica les dades a Wikidata |
|        | Fita dels Tres Batlles            | Torrelles de Foix                       | fita                 |                                                                                          | 41° 22′ 14″ N, 1° 33′ 46″ E / 41.3706094401039°N,1.5627852100055°E                                                                              |                                            |                                  | Modifica les dades a Wikidata |
|        | Molí de l'Horta                   | Torrelles de Foix                       | jaciment arqueològic |                                                                                          | 41° 25′ 49″ N, 1° 33′ 04″ E / 41.4301613387814°N,1.55097633271958°E                                                                             |                                            |                                  | Modifica les dades a Wikidata |
|        | Paratge de les Dous               | Torrelles de Foix                       | indret               |                                                                                          | 41° 23′ 40″ N, 1° 33′ 22″ E / 41.39448°N,1.55599°E ca:Carretera BV-2122, pk 4,5, a uns 100 m                                                    |                                            |                                  | Modifica les dades a Wikidata |
|        | ametller de Can Cervera           | Torrelles de Foix                       | arbre singular       | 20th century Taxon: Prunus dulcis (Prunus dulcis) Ample: 20.5m Alt: 15m Perímetre: 3.08m | 41° 23′ 19″ N, 1° 34′ 13″ E / 41.38869°N,1.57024°E 41° 23′ 21″ N, 1° 34′ 07″ E / 41.3891008°N,1.5684968°E ca:Carrer de Sant Isidre, 13 375 msnm | arbre monumental                           | Ametller de Can Cervera          | Modifica les dades a Wikidata |
|        | carrer del Raval                  | Torrelles de Foix                       | conjunt urbà         |                                                                                          | 41° 23′ 16″ N, 1° 34′ 14″ E / 41.387752532958984°N,1.570544958114624°E ca:Carrer del Raval                                                      |                                            |                                  | Modifica les dades a Wikidata |
|        | el Rec                            | Torrelles de Foix                       | séquia               | 18th century                                                                             | 41° 23′ 18″ N, 1° 34′ 03″ E / 41.3883945°N,1.5676305°E ca:Zona dels horts de migdia del nucli antic                                             |                                            |                                  | Modifica les dades a Wikidata |
|        | els Planells                      | Torrelles de Foix                       | abric rocós          |                                                                                          | 41° 23′ 26″ N, 1° 33′ 04″ E / 41.3904668906989°N,1.55100905734297°E                                                                             |                                            |                                  | Modifica les dades a Wikidata |
|        | l’Albereda                        | Torrelles de Foix                       | assentament humà     |                                                                                          | |                                            |                                  | Modifica les dades a Wikidata |